# Procridinae

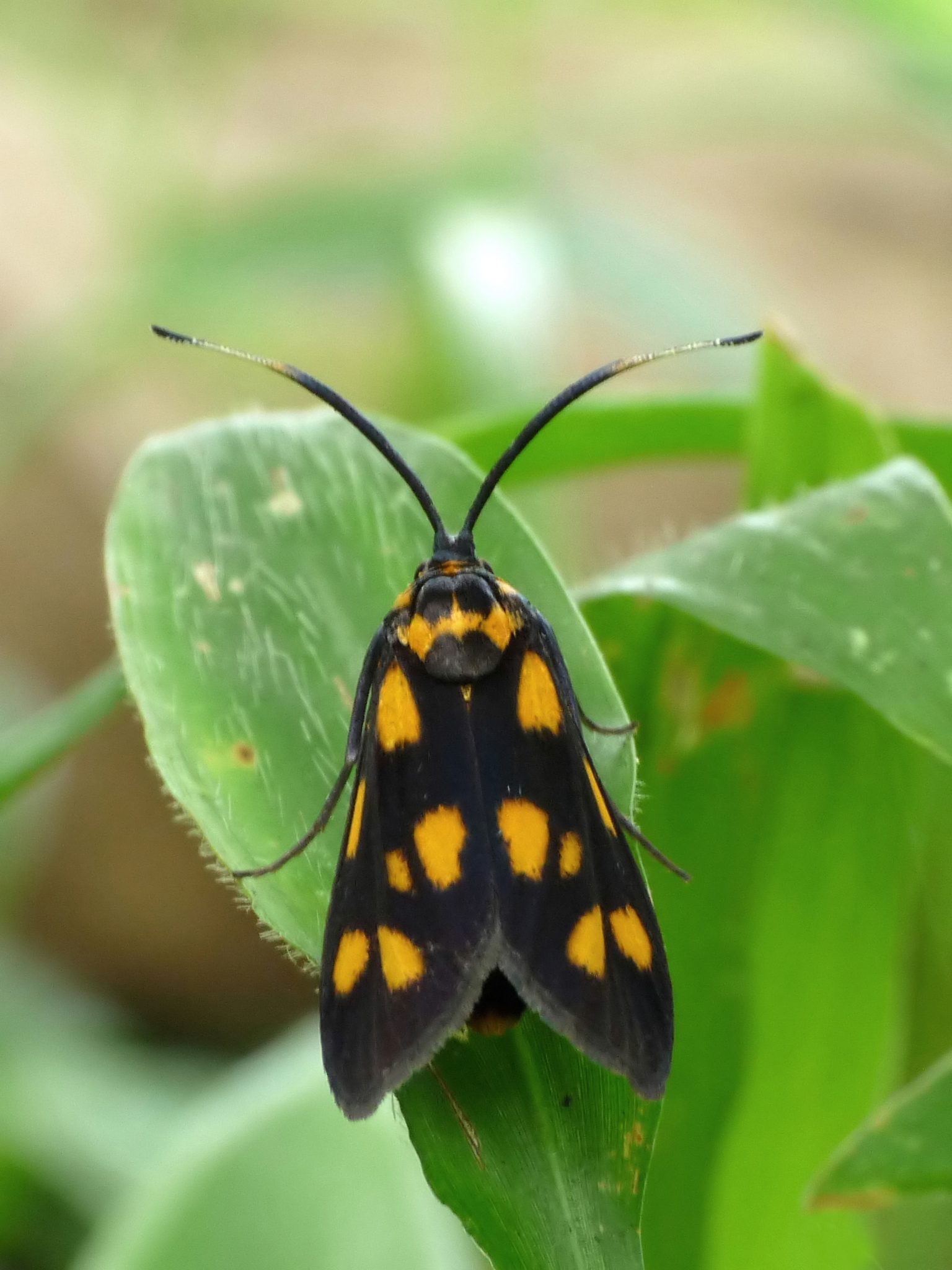
Artona hainana

Зелёные пестрянки, или Прокридины (лат. Procridinae) — подсемейство чешуекрылых из семейства пестрянки (Zygaenidae). Встречаются всесветно. Известно около 570 видов.

## Описание
Небольшие или средней величины бабочки с коренастым телом. У центральноевропейских видов передние крылья одноцветные: металлически-зелёные, синие или серо-коричневые, а задние — равномерно серо-коричневые. На голове расположены сложные глаза, пиловидные или гребневидные усики, щупики и хетоземы, которые у этой группы расположены в виде сот с направленными вверх чешуйками, окружающими сенсиллы триходеа (sensillae trichodea). Уникальная ультраструктура крыловых чешуек является аутапоморфией этого подсемейства. У самок железы, выделяющие феромоны, расположены на третьем, четвёртом и пятом тергитах брюшка. Состав этих феромонов отличается от такового у Zygaeninae — в него входят бутанол и эфиры жирных кислот. Строение репродуктивных органов самок характерное для подсемейства. У самок Procridinae семяприёмник (= receptaculum seminis) не разделён на луковицу lagena и трубку утрикулус, как у большинства других известных дитризиевых Lepidoptera (включая подсемейства Zygaenidae — Zygaeninae, Chalcosiinae и Callizygaeninae). Семяприёмник характеризуется атрофированной или сросшейся с утрикулусом лагеной, а сам утрикулус развит в виде мешковидной бурсы (bursa utricularis). Протоки копулятивного мешка сзади расширяются в так называемую пребурсу, которая содержит различные склеротизированные структуры и принимает на себя часть функций тела копулятивного мешка (corpus bursae).
Гусеницы Procridinae питаются несколькими различными семействами растений, но внутри каждой группы они специализированы. Некоторые палеарктические Procridinae — минёры листьев, например, Jordanita Verity, 1946 и Adscita Retzius, 1783, многие американские виды — листоскелетчики, например, Harrisina Packard, 1864, и несколько палеарктических видов — стеблегрызы астровых, например, Jordanita subsolana; однако большинство гусениц Procridinae питаются снаружи листьями своих пищевых растений. Иногда гусеницы раннего возраста является минёрами, а поздние возрасты питаются снаружи (например, многие палеарктические виды Adscita).
Растения-хозяева гусениц представлены различными семействами: Виноградовые, Розовые, Буковые, Гречишные, Астровые, Свинчатковые, Ладанниковые, Гераниевые, Диллениевые, Миртовые, Пальмовые, Злаки, Имбирные, Смолосемянниковые, Лавровые, Банановые и некоторые другие.

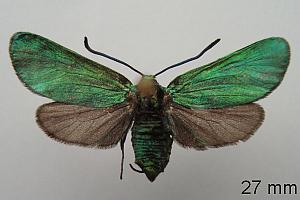
Adscita alpina
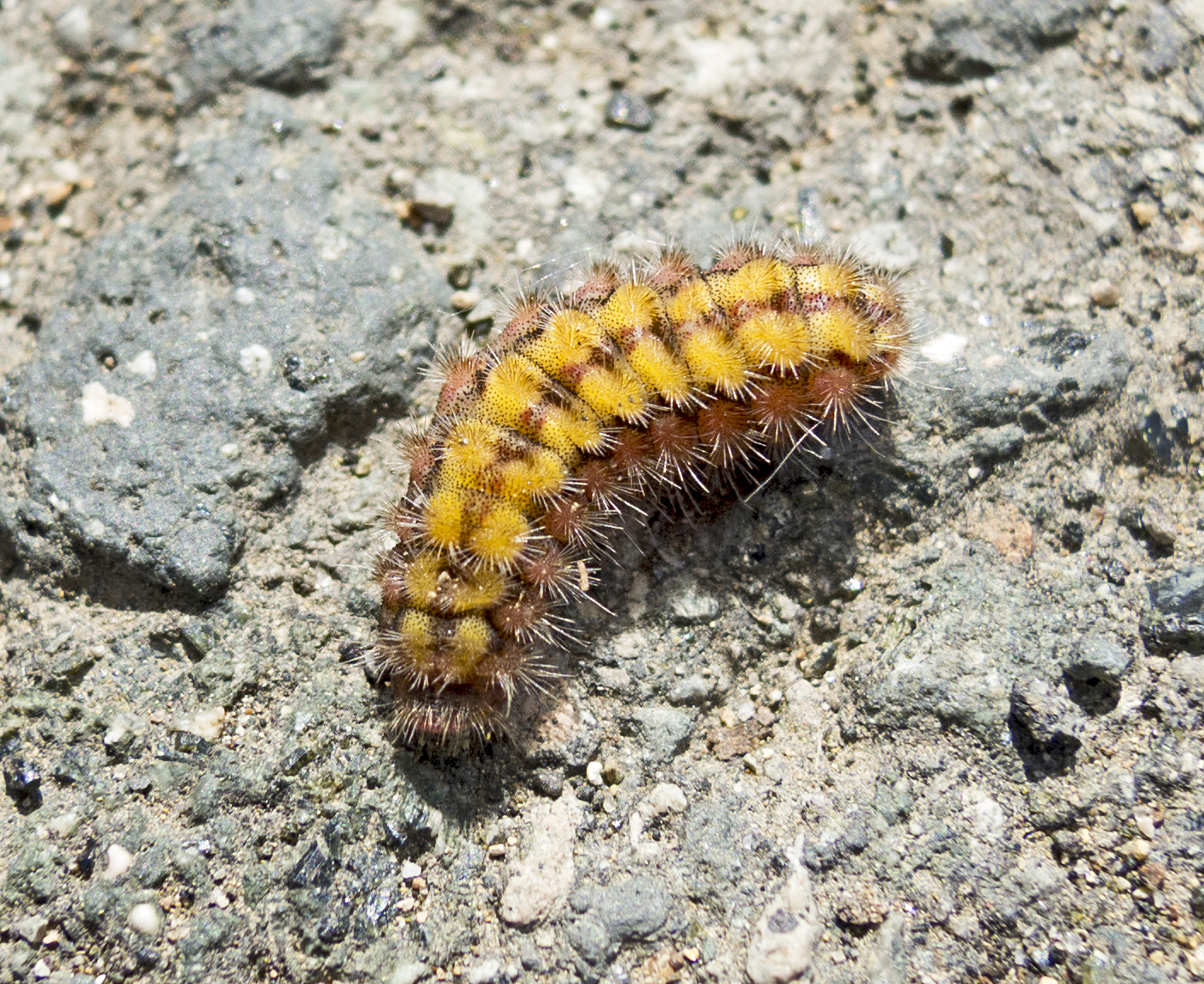
Гусеница Adscita statices
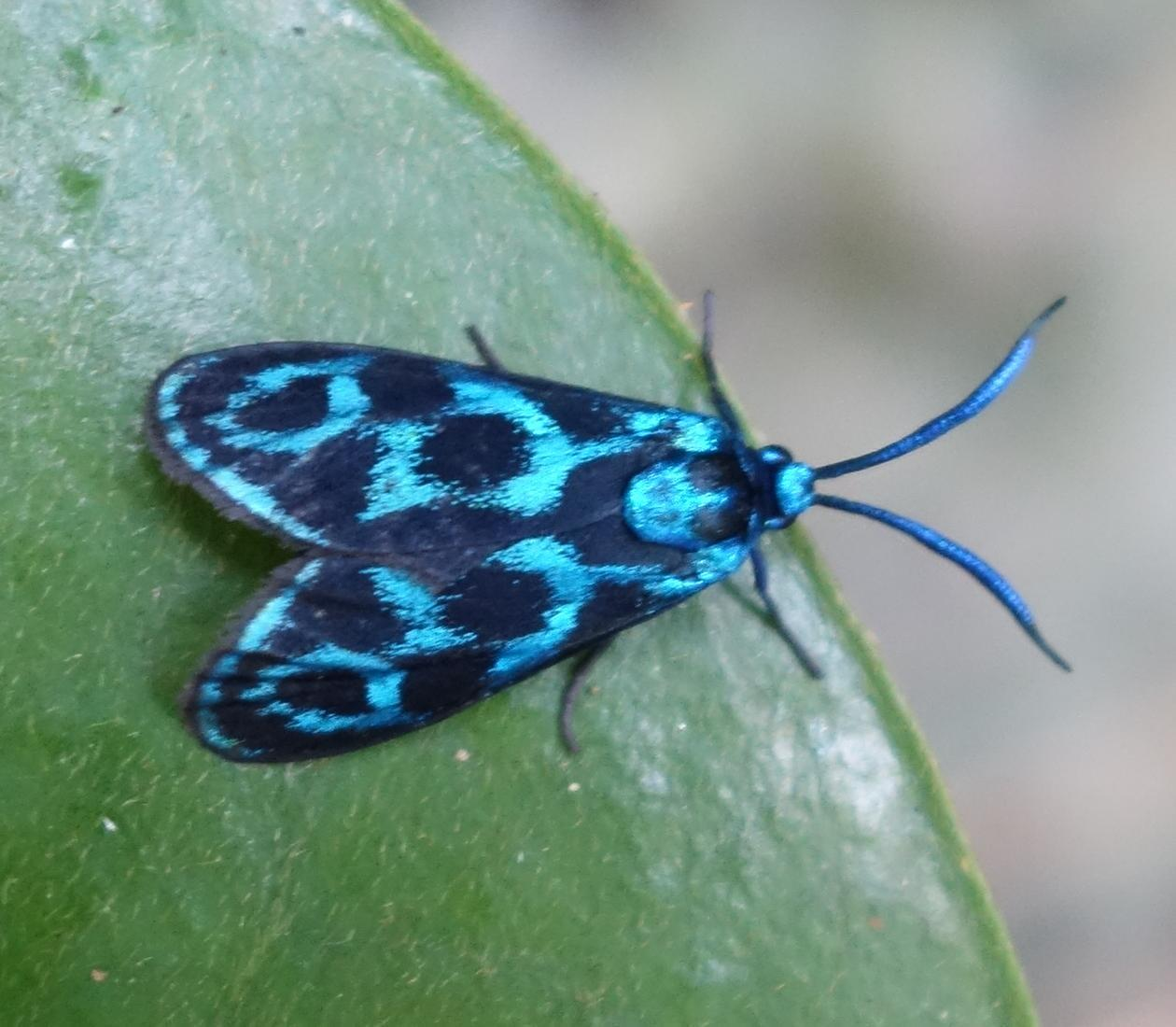
Clelea formosana

### Генетика
Гаплоидное число хромосом как правило от 27 до 32. У отдельных видов обнаружены большие отклонения от средних значений по всему семейству. Например, в роду Rhagades отмечены показатели от 12 (Rh. (Wiegelia) amasina) до 47 (Rh. pruni).

## Распространение
Встречаются всесветно.

## Классификация
Подсемейство было выделено в 1829 году французским энтомологом Жаном Батистом Дешоффур де Буадювалем. Включает около 90 родов и 570 видов. К двум ранее известным трибам (Artonini — Procridini) в 2024 году были добавлены ещё три (Thyrassiini — Pollanisini — Cleleini).
- Aethioprocris Alberti, 1954
- Alteramenelikia Alberti, 1971
- Acoloithus Clemens, 1860
- Adscita Retzius, 1783
- Ankasocris Viette, 1965
- Artona Walker, 1854
- Astyloneura Gaede, 1914
- Australartona Tarmann, 2005
- Chalconycles Jordan, 1907
- Clelea Walker, 1854
- Euclimaciopsis Tremewan, 1973
- Gonioprocris Jordan, 1913
- Harrisina Packard, 1864
- Hestiochora Meyrick, 1886
- Homophylotis Turner, 1904
- Ischnusia Jordan, 1928
- Janseola Hopp, 1923
- Jordanita Verity, 1946
- Madaprocris Viette, 1978
- Malamblia Jordan, 1907
- Metanycles Butler, 1876
- Myrtartona Tarmann, 2005
- Neobalataea Alberti, 1954
- Neoprocris Jordan, 1915
- Palmartona Tarmann, 2005
- Pollanisus Walker, 1854
- Pyromorpha Herrich-Schäffer, [1854]
- Pseudoamuria Tarmann, 2005
- Pseudoprocris Druce in Godman & Salvin, 1884
- Onceropyga Turner, 1906
- Rhagades Wallengren, 1863
- Saliunca Walker, 1865
- Saliuncella Jordan, 1907
- Seryda Walker, 1856
- Sthenoprocris Hampson, 1920
- Syringura Holland, 1893
- Tascia Walker, 1856
- Tasema Walker, 1856
- Tetraclonia Jordan, 1913
- Theresimima Strand, 1917
- Thibetana Efetov & Tarmann, 1995
- Thyrassia Butler, 1876
- Triacanthia Romieux, 1937
- Triprocris Grote, 1873
- Turneriprocris Bryk, 1936
- Urodopsis Jordan, 1913
- Xenoprocris Romieux, 1937